# 巴瓦尔
巴瓦尔（Bawal），是印度哈里亚纳邦Rewari县的一个城镇。总人口12016（2001年）。

## 人口
该地2001年总人口12016人，其中男性6367人，女性5649人；0—6岁人口1842人，其中男993人，女849人；识字率65.85%，其中男性为75.84%，女性为54.59%。